# Эцери (Тержольский муниципалитет)
Эцери (груз. ეწერი) — село в Грузии, на территории Тержольского муниципалитета края (мхаре) Имеретия.

## География
Село находится в западной части Грузии, на правом берегу реки Дзеврулы, на расстоянии 10 километров к северо-западу от города Тержола, административного центра муниципалитета. Абсолютная высота — 152 метра над уровнем моря.

## Население
По результатам официальной переписи населения 2014 года, в Эцери проживало 1206 человек (607 мужчин и 599 женщин). В национальной структуре населения грузины составляли 99,5 %, русские — 0,25 %, украинцы — 0,17 %.
| Год  | Население, человек |
| ---- | ------------------ |
| 2002 | 1683               |
| 2014 | ↘ 1206             |